# Amanita volvata
Amanita volvata (tên gọi khác Volvate Amanita) là một loài nấm thuộc chi Amanita trong họ Amanitaceae. Loài này được (Peck), Lloyd miêu tả khoa học lần đầu tiên. Amanita volvata có màu trắng và được tìm thấy ở phía đông nam của Hoa Kỳ. Nấm dạng tinh bột, có bao gốc (volva) phồng ra hình túi, cùng với bào tử hình elip.